# 小行星9449
小行星9449（英語：9449 Petrbondy）是一颗围绕太阳公转的小行星。1997年11月4日，L. ?arounová在奥德热幽夫发现了此天体。
这颗小行星的绝对星等为307.80132等。